# Tohono Chul Park

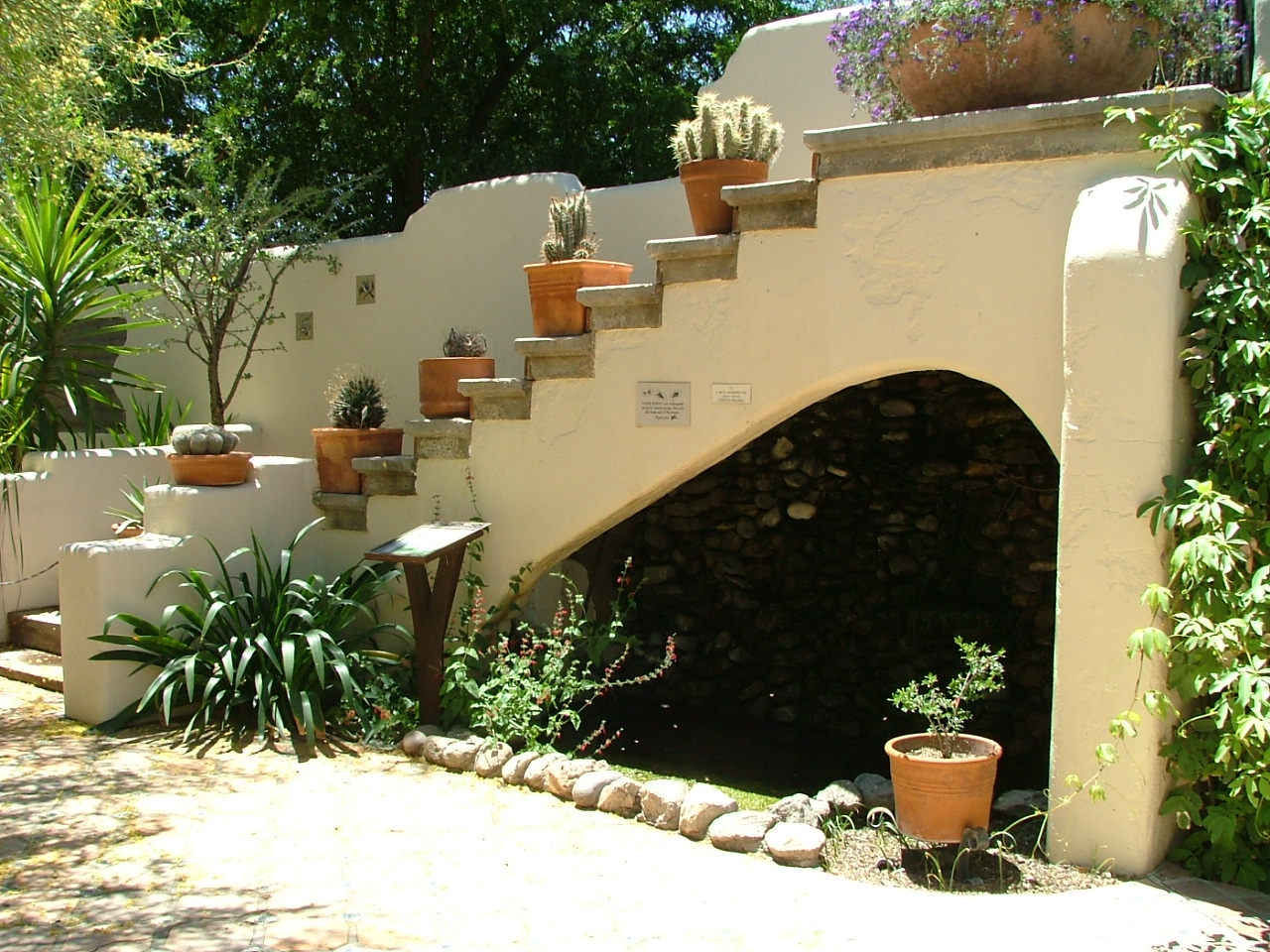
Muro de adobe en el parque de Tohono Chul.

El parque Tohono Chul (en inglés: Tohono Chul Park), es un jardín botánico del desierto y zona preservada de 49 acres de extensión, en Casas Adobes, un suburbio de la ciudad de Tucson, Arizona, Estados Unidos.

## Localización
Parque de Tohono Chul, 7366 N. Paseo del Norte Tucson, Condado de Pima, Arizona AZ 85704Estados Unidos de América.32°13′18″N 110°55′35″O / 32.22167, -110.92639

La entrada es libre.

## Historia
En la década de 1920, la totalidad del área del noroeste de Tucson estaba considerada como ideal para cultivos de cítricos sensibles a las heladas y palmas datileras. Maurice Reid era el propietario de los terrenos comprendidos entre las actuales "Orange Grove Road" a "Ina Road" los plantó con naranjos. También introdujo las palmas datileras negras y pomelos a la finca que se convertiría en el "Tohono Chul Park". Las plantaciones de los naranjos permanecieron incluso después de que Samuel W. Seaney subdividió el área en 1931, llamándola "Catalina Citrus Estates".
Maurice Reid, actuando como agente inmobiliario para Seaney, vendió el sitio futuro del "Tohono Chul Park" a "John T. deBlois Wack" en 1937. El Sr. Wack era un jugador de polo de Santa Bárbara y un amigo de reverendo George Ferguson, pastor del St. Philip nuevamente consagrado en la iglesia episcopal « Foothills Episcopal Church ». Después de una tarde pasada en el consumo de julepe de menta, Ferguson y el joven Gene Reid (homónimo futuro del Reid Park Zoo de Tucson) acompañó a Wacks alrededor de la finca. A Wacks le gustó lo que vio y compró 80 acrea (323,700 m²) a $16,000 – o $200 cada acre (4,000 m²).
Más adelante en 1937, fue construida una casa en estilo de Santa Fe. La casa todavía actualmente se reconoce como la casa de exposición. Wacks pasó realmente poco tiempo en Tucson. Gene Reid y el padre de Sr. Wack, Henry Wellington Wack, el fundador y primer redactor de Field and Stream, actuaban como cuidadores de la casa. Para el final de la Segunda Guerra Mundial el hogar había pasado varias veces por diferentes propietarios. Clifford Goldsmith, creador de la serie de radio de antaño Henry Aldrich, alquiló el hogar durante un tiempo. 
En 1966, una pareja llamada Richard y Jean Wilson comenzaron a juntar parcelas del desierto para formar el corazón de lo que sería el "Tohono Chul Park", últimamente consiguieron reunir 37 acres de los  80 acres originales de Wacks. 
El hijo de un mágnate del petróleo de Texas, Richard Wilson es un geólogo, que estudió en Yale y Stanford. Junto con su esposa Jean, ambos se trasladaron a Tucson en 1962 para enseñar en la Universidad de Arizona. Los Wilsons nunca habitaron la vieja casa de Wacks, pero sin embargo la ofrecieron a toda una serie de organizaciones sin ánimo de lucro como residencia de jóvenes. Fue durante la década de 1970 en la que la pareja fue abordada en varias ocasiones por marchantes para comprar las tierras con propósitos comerciales. La pareja sin embargo rechazó las ofertas. De hecho, cuando el Pima County expropió una tira de terreno en el límite sur de la propiedad con el fin de ampliar la carretera "Ina Road", Richard Wilson demandó al condado para que trasladara cada uno de los saguaros y los replantaran en su propiedad adyacente.

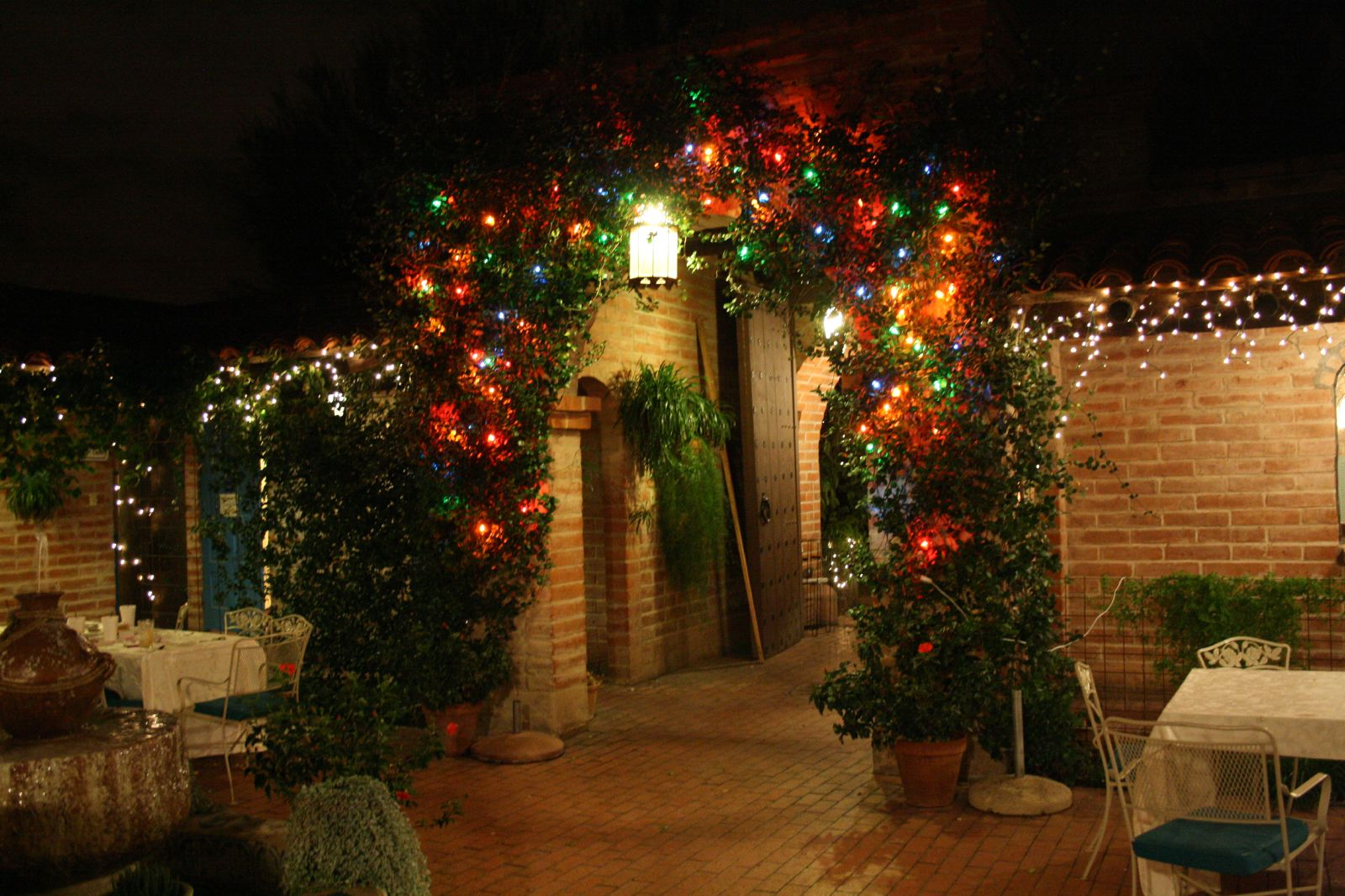
Salón de té decorado por Navidad en el "Tohono Chul Park".

En 1979 Jean Wilson abrió al público la librería "Haunted Bookshop" en la frecuentada en avenida "Northern Avenue" a lo largo del límite este de la finca. Una vez que la librería estuvo en servicio, los Wilsons comenzaron a planear sendas detrás del edificio y marcando con etiquetas los nombres de las plantas silvestres del desierto de Sonora. En el año 1980 recibieron una citación de la Audubon Society de Tucson para salvar el espacio silvestre del desierto y abrirlo al público.
Los Wilsons crearon entonces la fundación sin ánimo de lucro para la preservación de áreas naturales a inicios de la década de 1980. El propósito de la organización era promover la conservación de las regiones del desierto y educar al público sobre las tierras áridas y el uso responsable del agua. 
El parque de Tohono Chul fue dedicado formalmente como un coto del desierto de 37 acres el 19 de abril de 1985. Los Wilsons traspasaron la propiedad de la finca a la fundación no lucrativa, « Tohono Chul Park, Inc. » en 1988. Los 11 acres de la finca que lindaba en el flanco norte expropiada por una densidad más alta de rezonación, fue ofrecida para la venta. Con la ayuda de miembros de la asociación del parque, Tohono Chul podía adquirir la finca. El acre final ( de 4.000 m²) fue agregado en 1997 cuando fue cerrada la librería y la tierra que ocupó fue donada al parque de Tohono Chul. 

## Colecciones
En el recinto del Tohono Chul Park, además de la vegetación silvestre preservada, del desierto de Sonora, podemos encontrar :
- Jardines de exhibición,
- Corriente de agua de recirculación,
- Reconstrucción geológica de las montañas de Santa Catalina,
- Las ramadas
- Áreas con plantaciones especiales de vegetación adaptada a la aridez.
- La casa de adobe estucado original de Wacks de 1937 fue renovada cuidadosamente en 1984 para proporcionar el espacio para los cambiantes objetos de arte expuestos, una tienda del museo y las oficinas administrativas.